# Valeriu Butulescu
Valeriu Butulescu (ur. 9 lutego 1953 w Preajbie, obecnie dzielnica Târgu Jiu) - poeta i dramatopisarz rumuński, aforysta, tłumacz, polityk.

## Życiorys
Studiował w Polsce, w Akademii Górniczo-Hutniczej na Wydziale Górniczym na kierunku Technika i Eksploatacja Złóż. Wydał m.in. kilka zbiorów aforyzmów, tłumaczonych na 21 języków. Valeriu Butulescu ożenił się z Polką, absolwentką Szkoły Głównej Planowania i Statystyki (ob. Szkoły Głównej Handlowej) w Warszawie.
Po ukończeniu studiów powrócił do Rumunii i zamieszkał w Petroșani. W latach 1979–1992 pracował w Zakładach Maszyn Górniczych jako inżynier, a potem jako tłumacz i bibliotekarz. W latach 1990–1992 zasiadał w parlamencie z ramienia Frontu Ocalenia Narodowego, kierował grupą współpracy parlamentarnej z Mongolią, pełnił funkcje wiceprzewodniczącego Komisji Parlamentarnej do Spraw Górnictwa oraz wiceprzewodniczącego Komisji do Spraw Kultury. Od 1992 roku pełni funkcję doradcy w Kompanii Węgla CNH S.A. Jest doktorem nauk inżynieryjnych z zakresu górnictwa Uniwersytetu Technicznego Petroșani.
Zajmuje się twórczością literacką i publicystyczną. Pierwsze wiersze i aforyzmy opublikował jako uczeń liceum. Po powrocie ze studiów do Rumunii współpracował z czasopismami krajowymi, później zagranicznymi. Założył czasopisma: tygodnik informacyjny Semnal, miesięcznik satyryczny Papagalul, miesięcznik Informatii Miniere, kwartalnik Buletin Tehnic Informativ.

## Publikacje
1. Oaze de nisip, București, 1985 (aforyzmy)
2. Oaze de nisip, wyd. 2, București, 1986 (aforyzmy)
3. Sand Oasis – Piaszczysta Oaza, edycja polsko-angielska, Richardson (USA) 1989 (aforyzmy)
4. Sand Oasis, edycja angielska, Richardson (USA) 1989 (aforyzmy)
5. Stepa memoriei, Deva 1993 (aforyzmy)
6. Creșterea neființei, Petroșani 1994 (poezja)
7. Veșnicie provizorie, Petroșani 1996 (sztuka teatralna)
8. Lirică poloneză, Petroșani 1996 (tłumaczenie polskiej poezji)
9. Plains of Memory, edycja hebrajska, Tel Aviv 1999 (aforyzmy)
10. Minnenas Stapp, edycja szwedzka, Olofstrom 1999 (aforyzmy)
11. Homokvarak, edycja węgierska, 1999 (aforyzmy)
12. Pisecne oazy, edycja czeska, Praga 2000 (aforyzmy)
13. Gedankensplitter, edycja niemiecka, Zwickau 2000 (aforyzmy)
14. Dracula, Deva 2001 (sztuka teatralna)
15. Presecen oazus, edycja bułgarska, Sofia 2001 (aforyzmy)
16. Oasis de arena, edycja hiszpańska, Quito 2001 (aforyzmy)
17. Oile Domnului, Deva 2001 (sztuka teatralna)
18. Piaskowe oazy, edycja polska, Kraków 2001, ISBN 83-7081-570-7
19. Imensitatea punctului, Deva 2002 (aforyzmy)
20. Aforizmi, edycja ukraińska, 2002 (aforyzmy)
21. Aforismi, edycja włoska, Belluno (aforyzmy)
22. Samson, Deva 2003 (sztuka teatralna)
23. Aphorismes, edycja francuska, Toronto 2003 (aforyzmy)
24. Pesciansie Oazusi, edycja rosyjska, Sankt Petersburg 2003 (aforyzmy)
25. Thanh than va trom cuop, edycja wietnamska, Hanoi 2004 (aforyzmy)
26. Pasărea de aur, Craiova 2004 (sztuka teatralna)
27. Frunze fără ram, Deva 2004 (aforyzmy)
28. Iarnă în Rai, Deva 2004 (sztuka teatralna)
29. Oases van zand, edycja holenderska, Amsterdam 2004 (aforyzmy)
30. Drumul spre Nghe An, București 2004 (proza)
31. Don Siempre., București 2005 (sztuka teatralna)
32. Wahatun min raml, edycja arabska, Jounieh2006 (aforyzmy)
33. Piesocne oazy, edycja słowacka, 2006 (aforyzmy)
34. Avazia oasis me, edycja armeńska, Jounieh 2007 (aforyzmy)
35. Lulet perjetesise, edycja albańska, 2007 (aforyzmy)
36. Docasna vecnost, Bratislava 2007 (sztuka teatralna)
37. Dashte az shan, edycja perska, Jounieh 2008 (aforyzmy)
38. Elst baiamburd, edycja mongolska, Ulan Bator 2008 (aforyzmy)
39. Arstider i Skeptikerens Himmel, edycja duńska, Roskilde 2008 (aforyzmy)
40. Țarstvoto na zvorot/Vâsiljeatsa – a zborlui wersja rumuńsko-macedońska, Skopje 2009 (aforyzmy)
41. Avsa min ramla, wersja syryjska, Jounieh 2009 (aforyzmy)
42. Infinitul Brâncuși, Târgu – Jiu 2009 (sztuka teatralna)
43. Insula femeilor, Târgu – Jiu 2009 (sztuka teatralna)
44. Noroi aurifer, Craiova 2010 (aforyzmy)
45. Fragmentarium, Craiova 2010 (aforyzmy)
46. Oasi di sabia, edycja włoska, Torino 2011 (aforyzmy)
47. Pescane oaze, edycja serbska, Belgrad 2011 (aforyzmy)
48. Pescene oaze, edycja słoweńska, Radece 2011 (aforyzmy)
49. Aforismos, edycja hiszpańska, 2 wyd., Alicante 2012 (aforyzmy)
50. Pjescane oaze, edycja chorwacka, Split 2012 (aforyzmy)
51. 10 poeți cracovieni, edycja polsko-rumuńska, ebook 2012
52. Hareazko Oasiak, edycja baskijska, 2013 (aforyzmy)
53. Aforismul croat contemporan, praca zbiorowa, ebook 2013 (aforyzmy)
54. Sparagmata, edycja grecka, Ateny 2014 (aforyzmy)
55. Pesocne Oazi, edycja macedońska, Skopje 2014 (aforyzmy)
56. Kvish Oazisebi, edycja gruzińska, Tbilisi 2014 (aforyzmy)
57. Fragmentarium/Fragmentaro, edycja rumuńsko-esperancka, Craiova 2014 (aforyzmy)
58. Kum vahalari, edycja turecka, Constanța 2014 (aforyzmy)
59. Femeile și ciocolata, poezja Marzeny Mackojć, ebook 2014
60. Teatru (Piese noi), Târgu-Jiu 2014 (sztuka teatralna)
61. Pjescane Oaze, edycja czarnogórska, Bijelo Polje 2014 (aforyzmy)
62. Versuri alese, poezja Zofii Walas, ebook 2015
63. Piscani aazis, edycja białoruska, 2015 (aforyzmy)
64. Smelio Oazes, edycja litewska, Vilnius 2015 (aforyzmy)
65. Aforisme, edycja chińska, Beijing 2016 (aforyzmy)
66. Caietul albastru Constanța 2016 (aforyzmy)
67. Din lirica poloneză contemporană, ebook 2016
68. Kanafer, poezja Lilii Gazizovej, ebook 2017
69. Maculator existențial Brașov 2018 (aforyzmy)